# Dolomedes orion
Dolomedes orion là một loài nhện trong họ Pisauridae.
Loài này thuộc chi Dolomedes. Dolomedes orion được miêu tả năm 2003 bởi Tanikawa.

## Hình ảnh

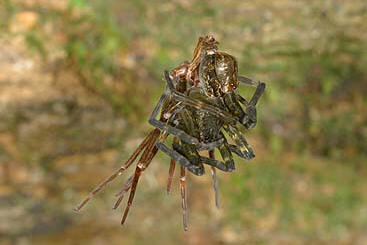
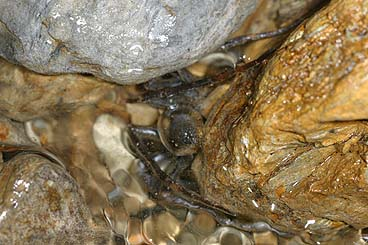
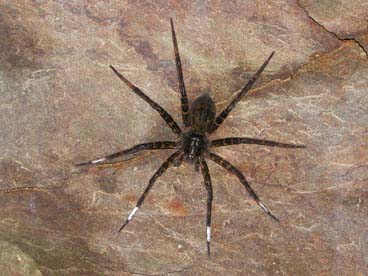
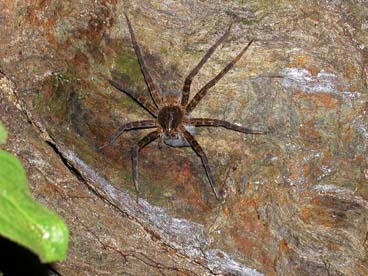